# 75 Еврідіка
75 Еврідіка — астероїд головного поясу, відкритий 22 вересня 1862 року.
Тіссеранів параметр щодо Юпітера — 3,307.